# Abu Ibrahim al Hashimi al-Qurayshi
Abu Ibrahim al Hashimi al-Qurayshi (àrab: أبو إبراهيم الهاشمي القرشي)  (Mossul, 1 d'octubre de 1976 ↔ 5 d'octubre de 1976 - Atme, 3 de febrer de 2022) (nom de naixement Amir Muhammad Sa’id Abdal-Rahman al-Mawla) era el nom de guerra d'un jihadista de nacionalitat iraquiana. Des del 31 d'octubre de 2019 era el «califa» de l'organització jilahista salafista Estat Islàmic.
Menys d'una setmana després de la mort d'Abu Bakr al-Baghdadi, el-Hashimi va ser triat per un consell de xura com el nou califa d'Estat Islàmic, el que indica que el grup encara es considera un califat tot i haver perdut tot el seu territori a l'Iraq i Síria. El nomenament d'Al-Hashimi suposadament es va realitzar d'acord amb el consell d'Baghdadi, el que significa que el nou emir va ser nomenat successor pel mateix Abu Bakr al-Baghdadi.
Segons informes de premsa de gener de 2020, la seva veritable identitat és Amir Mohammad Abdul Rahman al-Mawli a el-Salbi (en àrab: أمير محمد عبد الرحمن المولى الصلبي)
En 2019, al Hashimi va rebre promeses de lleialtat de la província de l'Sinaí de l'EIIL (2 de novembre), afiliades de Bangladesh (2 de novembre), la província de Somàlia (3 de novembre), la província del Pakistan (4 de novembre), la província del Iemen (4 de novembre), la província de Hauran (5 de novembre), província de Khorasan (5 de novembre), província de Tunísia (6 de novembre), província d'Àfrica occidental (7 de novembre), província de Llevant - Homs (7 de novembre), província de Llevant - a el-Khayr (7 de novembre), província de Llevant - Raqqa (7 de novembre), província d'Àsia Oriental (7 de novembre), província d'Àfrica Central (7 de novembre), Província d'Àsia Occidental (8 de novembre), Província d'Àfrica Occidental - Mali i Burkina Faso (9 de novembre), Província de Llevant - a el-Barakah (9 de novembre), Província de Llevant - Halab (12 de novembre), Província de l'Iraq - Bagdad (14 de novembre), Província de Líbia (15 de novembre), Província de l'Iraq - d ijlah (16 de novembre), Província de l'Iraq - Diyala (17 de novembre), Província de l'Iraq - Salah al-Din (18 de novembre), Província de l'Iraq - Kirkuk (19 de novembre), Província d'Àsia Oriental - Indonèsia (22 de novembre), afiliats azerbaidjanesos (29 de novembre), i en 2020 de Estat Islàmic afiliats malians (31 de gener).
El 3 de febrer de 2022, les autoritats nord-americanes van dir que al-Qurashi es va matar a si mateix i a membres de la seva família, inclosos homes, dones i nens, disparant un artefacte explosiu improvisat durant una incursió del Comandament d'Operacions Especials Conjunt dels Estats Units.